# 256795 Suzyzahn
256795 Suzyzahn è un asteroide della fascia principale. Scoperto nel 2008, presenta un'orbita caratterizzata da un semiasse maggiore pari a 2,7941650 UA e da un'eccentricità di 0,0864768, inclinata di 0,42505° rispetto all'eclittica.